# 盘式制动
盘式制动，又称为碟式制动或是碟煞，是一种广泛应用于各类型交通工具和工业机械的制动装置，在汽车、摩托车、自行车、飞机、铁路机车车辆都可见其应用。盘式制动装置主要由制动盘、制动闸片和制动钳组成，制动盘安装在车轴上随同车轮旋转，制动钳像钳一样横跨在制动盘的两侧，制动时用制动钳上的闸片压紧制动盘，使闸片与制动盘摩擦而产生制动作用。

## 主要应用

### 汽车

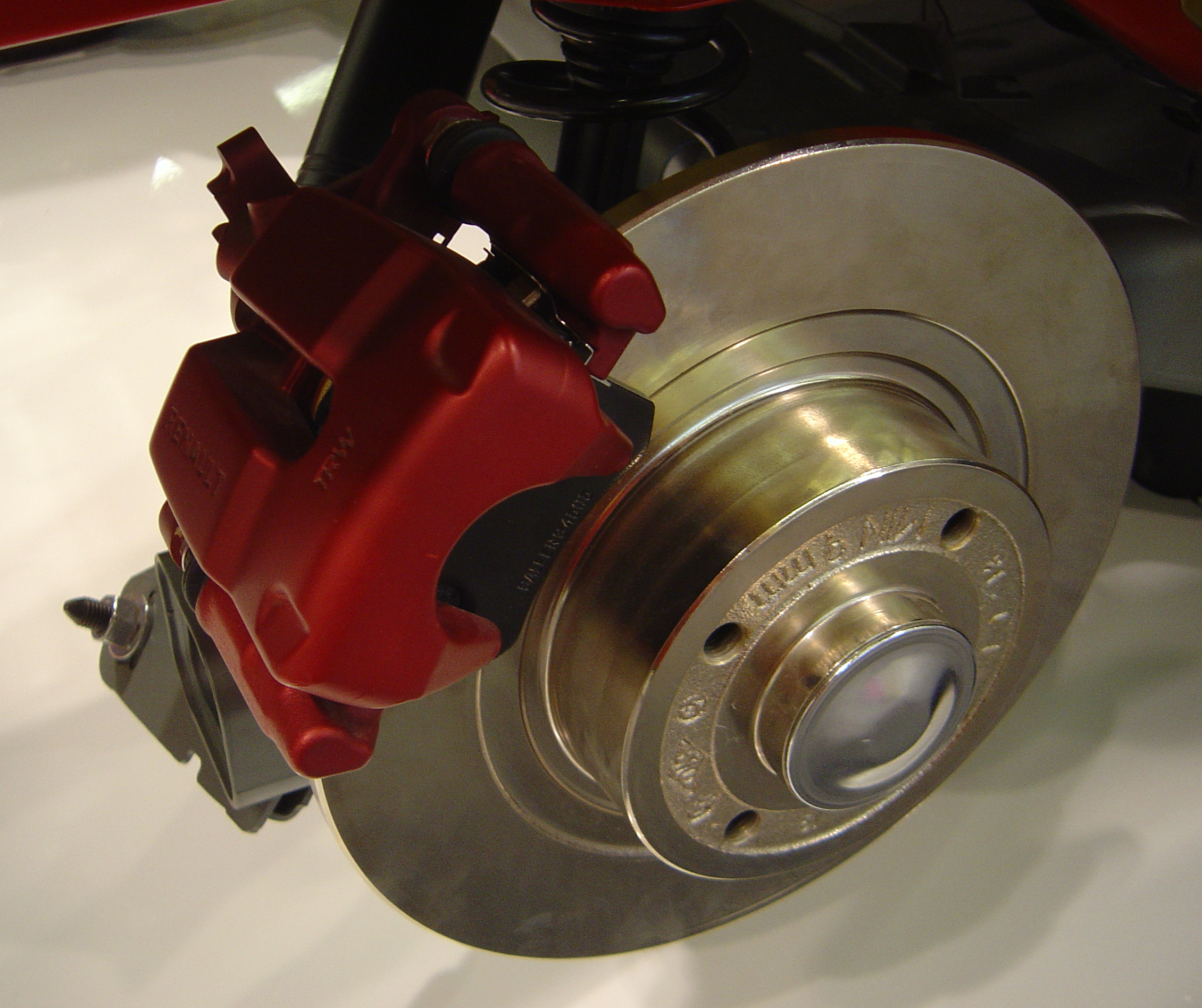
汽车上使用的盘式制动装置

汽车使用盘式制动装置按照结构形式划分，主要可分为浮动卡钳式或固定卡钳式，另外还有较特殊的全盘式。固定卡钳式制动器将制动钳固定安装在车桥上，既不能旋转也不能沿制动盘轴线方向移动，因而必须在制动钳两侧都装设制动闸片驱动装置，以便分别将两侧的闸片压向制动盘。浮动卡钳式制动器的制动钳一般设计得可以相对制动盘轴向滑动或摆动，它只在制动盘的内侧设置液压缸，外侧的闸片附装在钳体上。全盘式制动器的制动闸片为圆盘形，可覆盖住制动盘的全部摩擦表面，适用于要求制动力矩较大的重型汽车。

### 铁路

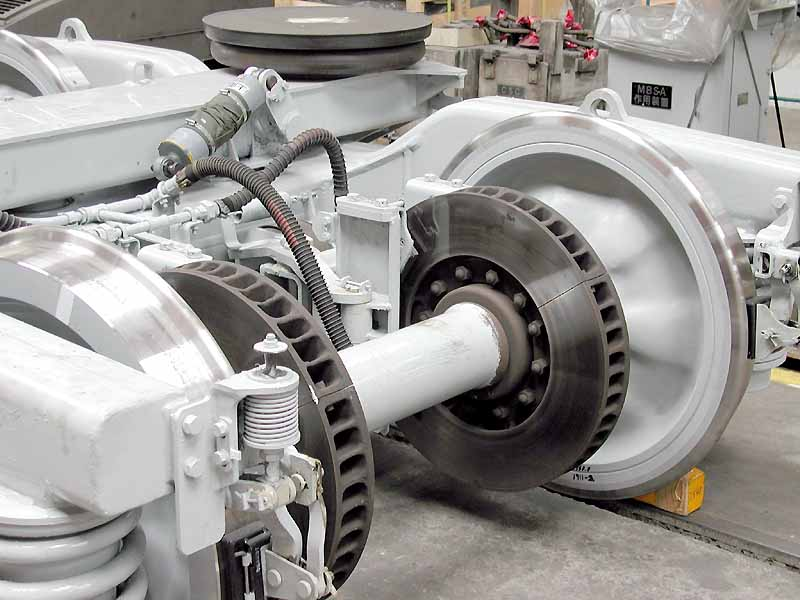
京急1500型电力动车组使用的轴盘制动装置

盘式制动也是铁路机车车辆常用的制动方式之一。盘式制动装置的安装形式主要可分为两种类型，包括将制动盘安装在车轴上的轴盘式，以及将制动盘安装在车轮轮毂两侧的轮盘式。与踏面制动相比，盘式制动不仅可以大幅减轻车轮踏面的热负荷和机械磨耗，而且这是从制动盘两侧夹紧而产生的平面摩擦，所以盘式制动的摩擦面积及制动容量更大。
此外，还可根据需要选择最佳的闸瓦和制动盘材质。盘式制动装置几乎全部使用摩擦系数较高而且较稳定的合成闸瓦或粉末冶金闸瓦，有利于充分利用粘着并缩短制动距离。制动盘材质方面，在发展初期主要采用铸钢制动盘，后来发现铸钢的耐热性和耐磨性均比铸铁差，因此灰铸铁和合金铸铁制动盘逐渐被普遍采用，德国和日本等国还曾经在高速列车上试验锻钢、结构钢、低合金钢等材质的制动盘。当盘式制动装置作用时闸片温度可超过800℃，所以制动盘既要有吸收热能的容量，又要有良好的冷却性能，制动盘大多采用内置通风筋的中空结构。

### 飞机

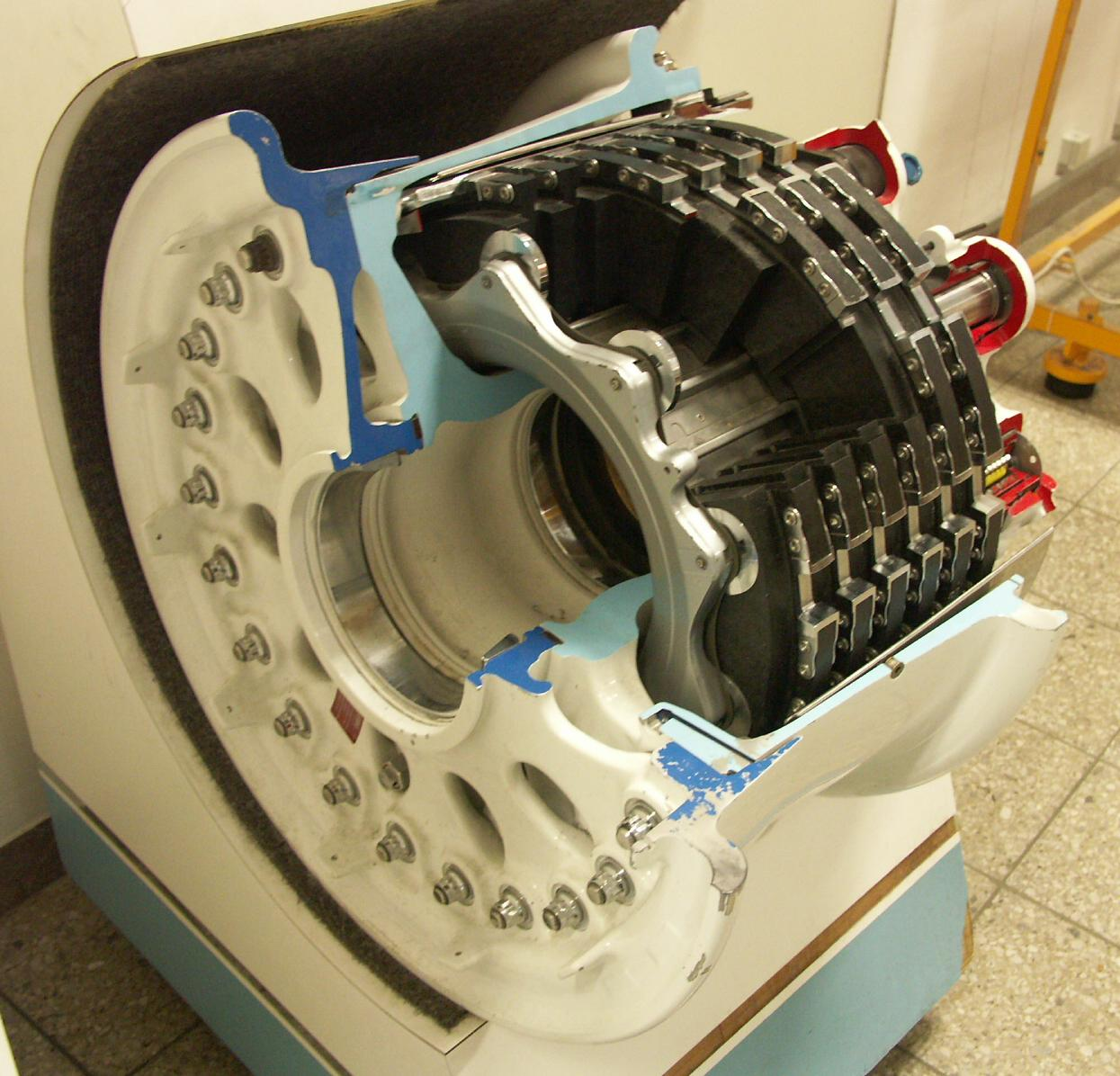
麥道MD-11的多盘式制动装置

许多飞机都使用液压控制的盘式制动，以缩短降落时的滑行距离，控制地面上的滑行速度。小型飞机大多使用和汽车一样的单盘式制动，而大型飞机则使用多盘式煞车，数片转盘固定在机轮上随机轮一同旋转，另一方面定盘交互于转盘之间，但固定于起落架而不转动，在制动时依靠液压驱动装置使转盘和定盘接触，靠相互摩擦而达到煞车制动的作用。